# 保加利亚新电视台新闻频道
保加利亚新电视台新闻频道  是保加利亚新闻电视频道，由保加利亚广播集团所有。
该频道于2020年12月3日宣布开通，当时保加利亚新广播集团宣布从2021年1月4日起，保加利亚第3频道将更名为保加利亚新电视台新闻频道。
保加利亚新电视台新闻频道是一个新闻频道，其节目与保加利亚第三频道不同，但保留了一些标志性的电视节目，包括帕塔林斯基现场直播、直播日和进攻，以及重要经济、政治、社会和文化事件的现场直播。媒体每小时播放新闻，直播和时事。保加利亚新电视新闻的部分节目是保加利亚新电视台的新闻节目，是对频道内容的补充。电视台保留了第三频道的团队，利用新闻团队的经验和保加利亚新电视台的资源，对频道已有的内容进行开发。

## 广播
- 保加利亚新电视台新闻 
- 你的日 
- 交点 
- 你好，保加利亚 